# Gosławice (powiat radomszczański)
Gosławice – wieś w Polsce położona w województwie łódzkim, w powiecie radomszczańskim, w gminie Kodrąb.
| SIMC    | Nazwa               | Rodzaj     |
| ------- | ------------------- | ---------- |
| 0543404 | Frachowiec          | przysiółek |
| 0543410 | Kuchary             | część wsi  |
| 0543427 | Zabłocie            | część wsi  |
| 0543433 | Zalesie Gosławickie | część wsi  |

Do 1954 roku istniała gmina Gosławice. W latach 1954–1972 wieś należała i była siedzibą władz gromady Gosławice. W latach 1975–1998 wieś należała administracyjnie do województwa piotrkowskiego.